# Tåring
En tåring er en ring, der kan være fremstillet i forskellige typer metaller og ikke metaller, der bæres på tæerne. Oftest bæres den på tåen ved siden af storetåen.
Tåringe bæres af æstetiske årsager ligesom eksempelvis fingerringe, ankelkæder eller lignende kan bruges. I Indien bruges tåringe af hinduer ligesom vielsesringe til at signalere at en kvinde er gift.